# Luigi Caroelli
Placido Luigi Caroelli, o Caroello, latinizzato come Aloysius Caroellus (Novara, 17 agosto 1644 – Milano, 22 dicembre 1720), è stato un giurista e avvocato italiano.

## Biografia
Nacque nel 1644 a Novara.
Compì i propri studi a Milano e in seguito si trasferì a Pavia per studiare giurisprudenza, laureandosi nel 1668.
Dopo avere compiuto viaggi in varie città italiane, tornò nella città natale per esercitare la professione di avvocato, dove guadagnò rapidamente fama e iniziò a ricoprire incarichi pubblici.
Nel 1692 sposò Ottavia Maddalena Tornielli di Vergano, da cui ebbe i figli:
- Paolo Antonio, avvocato e senatore;
- Raffaele, monaco olivetano;
- Giovanni Francesco, monaco olivetano, consultore della Congregazione dell'Indice dei libri proibiti;
- Filippo, laureato in utroque a Pavia, abate, gesuita;
- Giuseppe, abate di S. Salvatore di Casalvolone, prevosto del Duomo.

Ebbe il ruolo di avvocato fiscale dello Stato di Milano nel 1702 e della Congregazione dello Stato. Raggiunse l'apice della propria fama durante i primi anni della dominazione austriaca (dal 1714).
La carriera proseguì con la
carica di senatore nel 1708, il titolo di conte nel 1709 e la reggenza del Consiglio Supremo nel 1710.
I decurioni novaresi furono estremamente soddisfatti della carica di senatore in particolare, dato che avevano tentato già diversi anni prima di procurargliela mediante raccomandazione, assieme alla richiesta di conferma degli antichi privilegi concessi da Filippo IV. Per celebrare la nomina, nota di lustro per la città, gli fu conferito il decurionato e fu dipinto il suo stemma ed esposto nella sala consiliare. A causa degli impegni che lo tenevano lontano da Novara, Luigi Caroelli poté prenderne possesso solo nel 1711.
Nel 1715 ottenne in feudo il paese di Vespolate, nel Novarese.
Morì nel 1720 a Milano e fu sepolto nella chiesa di San Fedele.
Fu pubblicato postumo, a cura del figlio, un volume delle sue Disquisizioni giuridiche (dei venti che aveva lasciato manoscritti).

## Opere
- (LA) Disquisitiones iuridicae, vol. 1, Milano, eredi Domenico Bellagatta, 1728.